# Volvo Ocean Race 2008-2009
De Volvo Ocean Race 2008-2009 was de tiende editie van de zeilwedstrijd om de wereld. De start vond plaats in Alicante (Spanje) op 4 oktober 2008 en na 10 etappes werd op 27 juni 2009 gefinisht in het Russische Sint-Petersburg. Aan de race deden acht teams mee. Gevaren werd met boten uit de Volvo Open 70-klasse. De wedstrijd werd gewonnen door Ericsson 4 met de Braziliaan Torben Grael als schipper. Het team stelde de zege na de 9e etappe veilig.

## Route
Voor het eerst in de geschiedenis van de race is er flink afgeweken van de oorspronkelijke route. Zo werden India, Singapore en China aangedaan en ging de race voorbij aan Australië en Nieuw-Zeeland. De route bestond uit 10 etappes en 7 havenraces. Die havenraces duurden ongeveer twee uur. Bij de etappes die met een * gemarkeerd zijn, kon onderweg bij de tussenpunten extra punten worden gewonnen.

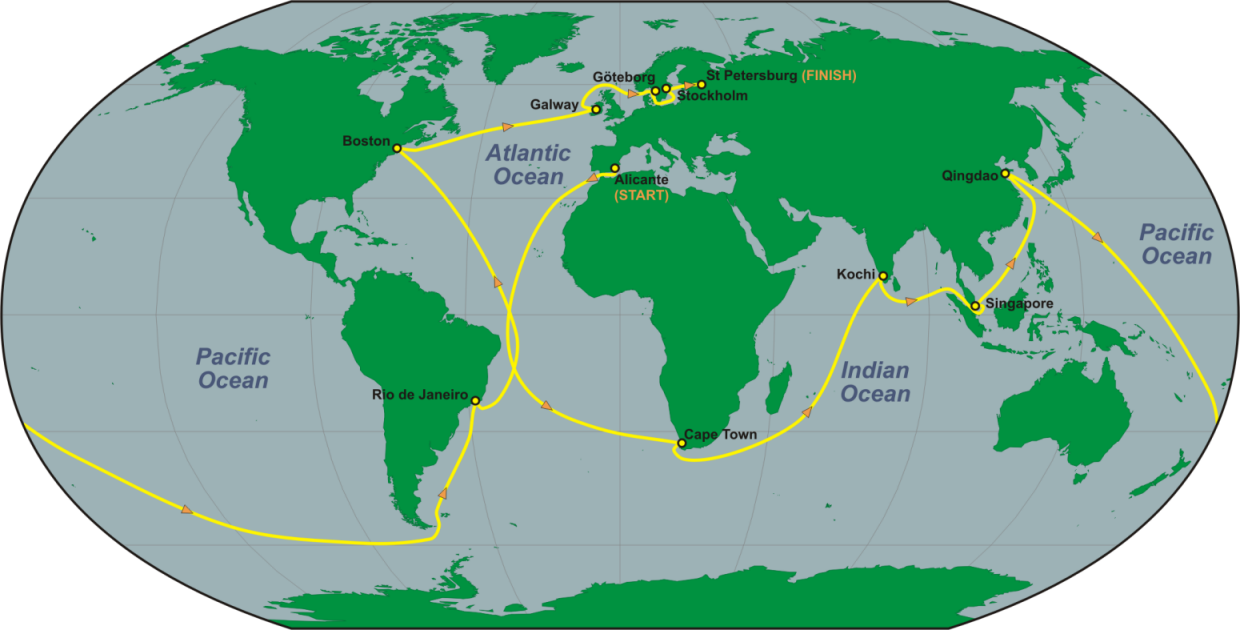
De route

| Etappe | van            | naar            | start            | afstand   |
| ------ | -------------- | --------------- | ---------------- | --------- |
| 1a     | Alicante       | Alicante        | 4 oktober 2008   | havenrace |
| 1b *   | Alicante       | Kaapstad        | 11 oktober 2008  | 6.500 Nm  |
| 2 *    | Kaapstad       | Kochi           | 15 november 2008 | 4.450 Nm  |
| 3 *    | Kochi          | Singapore       | 13 december 2008 | 1.950 Nm  |
| 4a     | Singapore      | Singapore       | 10 januari 2009  | havenrace |
| 4b     | Singapore      | Qingdao         | 18 januari 2009  | 2.500 Nm  |
| 5a     | Qingdao        | Qingdao         | 7 februari 2009  | havenrace |
| 5b **  | Qingdao        | Rio de Janeiro  | 14 februari 2009 | 12.300 Nm |
| 6a     | Rio de Janeiro | Rio de Janeiro  | 11 april 2009    | havenrace |
| 6b *   | Rio de Janeiro | Boston          | 16 april 2009    | 4.900 Nm  |
| 7a     | Boston         | Boston          | 9 mei 2009       | havenrace |
| 7b *   | Boston         | Galway          | 16 mei 2009      | 2.550 Nm  |
| 8a     | Galway         | Galway          | 30 mei 2009      | havenrace |
| 8b     | Galway         | Marstrand       | 6 juni 2009      | 950 Nm    |
| 9      | Marstrand      | Stockholm       | 14 juni 2009     | 525 Nm    |
| 10a    | Stockholm      | Stockholm       | 21 juni 2009     | havenrace |
| 10b    | Stockholm      | Sint-Petersburg | 25 juni 2009     | 370 Nm    |

## Teams
| Team                                   | Schipper                                                            |
| -------------------------------------- | ------------------------------------------------------------------- |
| Team Delta Lloyd                       | Ger O’Rourke (etappe 1) Roberto Bermudez de Castro (vanaf etappe 2) |
| Ericsson Racing Team - 4 International | Torben Grael                                                        |
| Ericsson Racing Team - 3 Nordic        | Anders Lewander                                                     |
| Green Dragon Racing Team               | Ian Walker                                                          |
| PUMA Racing Team                       | Ken Read                                                            |
| Telefonica Blue Racing Team            | Bouwe Bekking                                                       |
| Telefonica Black Racing Team           | Fernando Echavarri                                                  |
| Team Russia                            | Andreas Hanakamp                                                    |

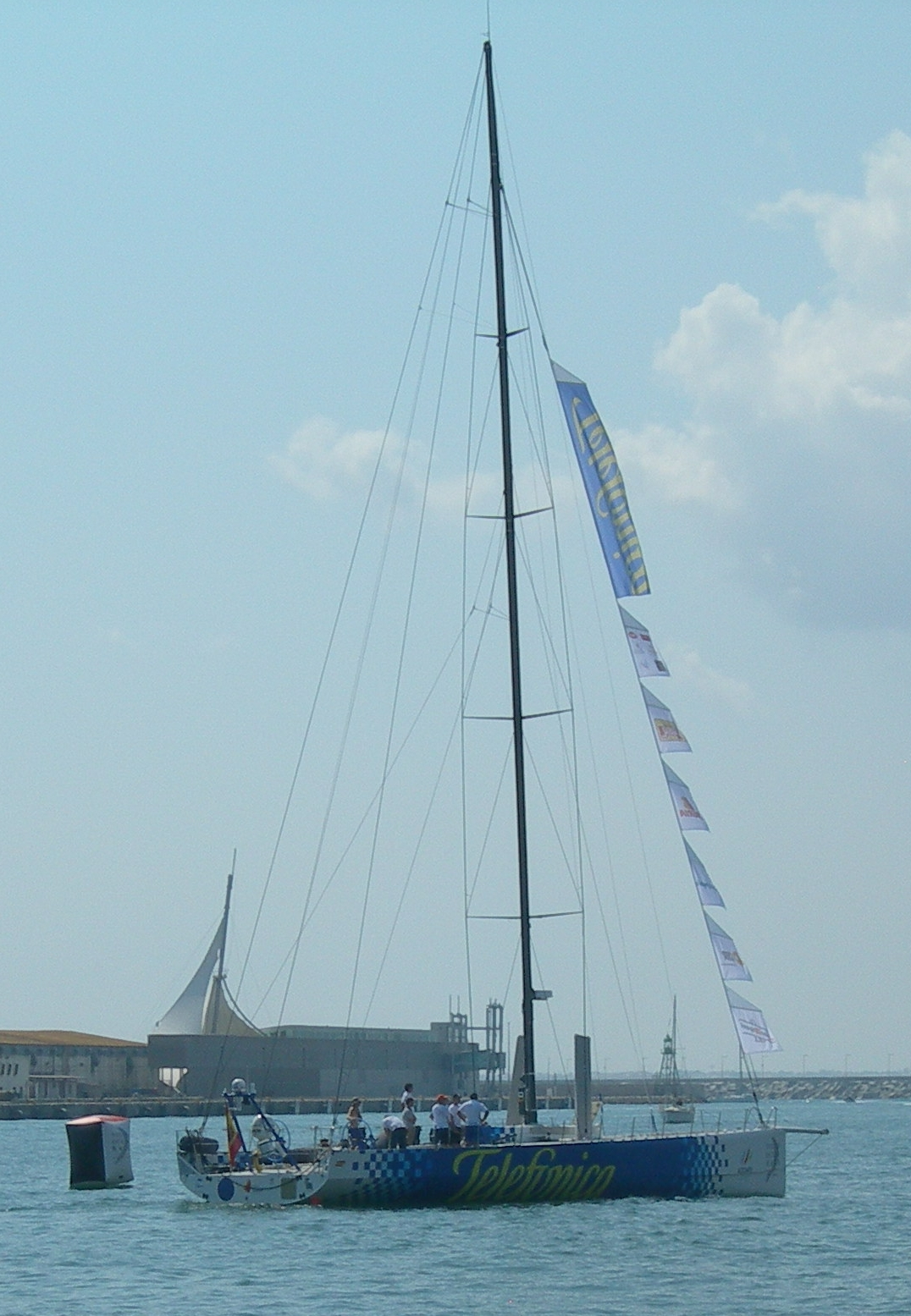
De "Telefonica Blue" in Alicante

In totaal deden 8 teams mee. Team Delta Lloyd voer met dezelfde boot die de editie van 2005-06 won onder de naam ABN Amro I.
Na de derde etappe schortte het Team Russia zijn deelname op omdat er nog steeds geen commerciële partner was gevonden. Volgens eigenaar en geldschieter Oleg Zherebtsov was dit een gevolg van de kredietcrisis.
Na zware averij in de vierde etappe besloten team Delta Lloyd en de Telefonica Black om de vijfde etappe niet te varen maar wel in de zesde te starten. In de tussentijd werden de boten gerepareerd.

## Punten
De winnaar van een etappe kreeg 8 punten, de nummer twee 7 punten enzovoorts. In de zeven havenraces en in de zeven tussenpunten bij de langere etappes waren ook punten te verdienen. Het team dat aan het eind van de tocht om de wereld de meeste punten verzameld had, was de winnaar.
In de tabel staan de punten die per keer gewonnen konden worden.
| Positie | Etappe | Tussenpunt | Havenrace |
| ------- | ------ | ---------- | --------- |
| Winnaar | 8      | 4          | 4         |
| Nr. 2   | 7      | 3,5        | 3,5       |
| Nr. 3   | 6      | 3          | 3         |
| Nr. 4   | 5      | 2,5        | 2,5       |
| Nr. 5   | 4      | 2          | 2         |
| Nr. 6   | 3      | 1,5        | 1,5       |
| Nr. 7   | 2      | 1          | 1         |
| Nr. 8   | 1      | 0,5        | 0,5       |

Het team Erikson 3 ging de race van start met een kiel die niet aan de voorschriften voldeed. Totdat een goedgekeurde kiel werd toegepast kreeg het team bij de havenraces en tussenpunten 1 punt in mindering en bij de etappes 2 punten. Na de eerste etappe is in Kaapstad de kiel vervangen door een goedgekeurd exemplaar. Hierdoor werden geen punten meer afgetrokken. In totaal verloor het team hierdoor vier punten.

## Eindstand
| Positie | Team                         | Punten |
| ------- | ---------------------------- | ------ |
| 1       | Ericsson Racing Team - 4     | 114,5  |
| 2       | PUMA Racing Team             | 105,5  |
| 3       | Telefonica Blue Racing Team  | 98,0   |
| 4       | Ericsson Racing Team - 3     | 78,5   |
| 5       | Green Dragon Racing Team     | 67,0   |
| 6       | Telefonica Black Racing Team | 58,0   |
| 7       | Team Delta LLoyd             | 41,5   |
| 8       | Team Russia                  | 10,5   |

## Uitslagen

### 1a - Havenrace Alicante
| Positie | Team                         | Punten |
| ------- | ---------------------------- | ------ |
| 1       | Telefonica Blue Racing Team  | 4,0    |
| 2       | Telefonica Black Racing Team | 3,5    |
| 3       | PUMA Racing Team             | 3,0    |
| 4       | Ericsson Racing Team - 4     | 2,5    |
| 5       | Green Dragon Racing Team     | 2,0    |
| 6       | Ericsson Racing Team - 3     | 0,5 *  |
| 7       | Team Delta LLoyd             | 1,0    |
| 8       | Team Russia                  | 0,5    |

'*Na aftrek van 1 punt vanwege een afgekeurde kiel.

### 1b - TussenpuntFernando de Noronha
Uitslag
| Positie | Team                         | Doorkomst         | Punten |
| ------- | ---------------------------- | ----------------- | ------ |
| 1       | Green Dragon Racing Team     | 23 okt. 12:24 GMT | 4,0    |
| 2       | Ericsson Racing Team - 4     | + 1:35            | 3,5    |
| 3       | PUMA Racing Team             | + 1:52            | 3,0    |
| 4       | Telefonica Black Racing Team | + 2:24            | 2,5    |
| 5       | Telefonica Blue Racing Team  | + 7:18            | 2,0    |
| 6       | Ericsson Racing Team - 3     | + 11:19           | 0,5 *  |
| 7       | Team Delta LLoyd             | + 11:28           | 1,0    |
| 8       | Team Russia                  | + 16:11           | 0,5    |

Tussenstand
| Positie | Team                         | Punten |
| ------- | ---------------------------- | ------ |
| 1       | Telefonica Blue Racing Team  | 6,0    |
| 2       | Telefonica Black Racing Team | 6,0    |
| 3       | PUMA Racing Team             | 6,0    |
| 4       | Ericsson Racing Team - 4     | 6,0    |
| 5       | Green Dragon Racing Team     | 6,0    |
| 6       | Team Delta LLoyd             | 2,0    |
| 7       | Ericsson Racing Team - 3     | 1,0    |
| 8       | Team Russia                  | 1,0    |

### 1c - Finish Kaapstad
Uitslag
| Positie | Team                         | Aankomst         | Punten |
| ------- | ---------------------------- | ---------------- | ------ |
| 1       | Ericsson Racing Team - 4     | 2 nov. 05:54 GMT | 8,0    |
| 2       | PUMA Racing Team             | + 11u 50m        | 7,0    |
| 3       | Ericsson Racing Team - 3     | + 22u 14m        | 4,0*   |
| 4       | Green Dragon Racing Team     | + 1d 01u 18m     | 5,0    |
| 5       | Telefonica Blue Racing Team  | + 1d 05u 24m     | 4,0    |
| 6       | Team Russia                  | + 1d 09u 35m     | 3,0    |
| 7       | Team Delta LLoyd             | + 1d 17u 09m     | 2,0    |
| 8       | Telefonica Black Racing Team | + 2d 10u 49m     | 1,0    |

Tussenstand
| Positie | Team                         | Punten |
| ------- | ---------------------------- | ------ |
| 1       | Ericsson Racing Team - 4     | 14,0   |
| 2       | PUMA Racing Team             | 13,0   |
| 3       | Green Dragon Racing Team     | 11,0   |
| 4       | Telefonica Blue Racing Team  | 10,0   |
| 5       | Telefonica Black Racing Team | 7,0    |
| 6       | Ericsson Racing Team - 3     | 5,0    |
| 7       | Team Delta LLoyd             | 4,0    |
| 8       | Team Russia                  | 4,0    |

### 2a - Tussenpunt 58° E
Uitslag
| Positie | Team                         | Doorkomst         | Punten |
| ------- | ---------------------------- | ----------------- | ------ |
| 1       | Ericsson Racing Team - 4     | 20 nov. 03:45 GMT | 4,0    |
| 2       | Ericsson Racing Team - 3     | + 3u 00m          | 3,5    |
| 3       | Green Dragon Racing Team     | + 4u 55m          | 3,0    |
| 4       | Team Russia                  | 5u 51m            | 2,5    |
| 5       | Telefonica Blue Racing Team  | + 7u 55m          | 2,0    |
| 6       | Telefonica Black Racing Team | + 8u 40m          | 1,5    |
| 7       | PUMA Racing Team             | + 8u 49m          | 1,0    |
| 8       | Team Delta LLoyd             | + 9u 36m          | 0,5    |

Tussenstand
| Positie | Team                         | Punten |
| ------- | ---------------------------- | ------ |
| 1       | Ericsson Racing Team - 4     | 18,0   |
| 2       | PUMA Racing Team             | 14,0   |
| 3       | Green Dragon Racing Team     | 14,0   |
| 4       | Telefonica Blue Racing Team  | 12,0   |
| 5       | Telefonica Black Racing Team | 8,5    |
| 6       | Ericsson Racing Team - 3     | 8,5    |
| 7       | Team Russia                  | 6,5    |
| 8       | Team Delta LLoyd             | 4,5    |

### 2 - Finish Cochin
Uitslag
| Positie | Team                         | Aankomst          | Punten |
| ------- | ---------------------------- | ----------------- | ------ |
| 1       | Ericsson Racing Team - 4     | 29 nov. 22:52 GMT | 8,0    |
| 2       | Telefonica Blue Racing Team  | + 13u 45m         | 7,0    |
| 3       | Ericsson Racing Team - 3     | + 1 d 08u 44m     | 6,0    |
| 4       | Telefonica Black Racing Team | + 1d 13u 07m      | 5,0    |
| 5       | PUMA Racing Team             | + 1d 13u 29m      | 4,0    |
| 6       | Team Delta LLoyd             | + 1d 13u 36m      | 3,0    |
| 7       | Green Dragon Racing Team     | + 1d 14u 15m      | 2,0    |
| 8       | Team Russia                  | + 3d 17u 19m      | 1,0    |

Tussenstand
| Positie | Team                         | Punten |
| ------- | ---------------------------- | ------ |
| 1       | Ericsson Racing Team - 4     | 26,0   |
| 2       | Telefonica Blue Racing Team  | 19,0   |
| 3       | PUMA Racing Team             | 18,0   |
| 4       | Green Dragon Racing Team     | 16,0   |
| 5       | Ericsson Racing Team - 3     | 14,5   |
| 6       | Telefonica Black Racing Team | 13,5   |
| 7       | Team Delta LLoyd             | 7,5    |
| 8       | Team Russia                  | 7,5    |

### 3a - TussenpuntPulau We
Uitslag
| Positie | Team                         | Doorkomst         | Punten |
| ------- | ---------------------------- | ----------------- | ------ |
| 1       | Ericsson Racing Team - 4     | 19 dec. 16:09 GMT | 4,0    |
| 2       | Telefonica Blue Racing Team  | + ?               | 3,5    |
| 3       | Ericsson Racing Team - 3     | + ?               | 3,0    |
| 4       | PUMA Racing Team             | + ?               | 2,5    |
| 5       | Telefonica Black Racing Team | + ?               | 2,0    |
| 6       | Green Dragon Racing Team     | + ?               | 1,5    |
| 7       | Team Russia                  | + ?               | 1,0    |
| 8       | Team Delta LLoyd             | + ?               | 0,5    |

Tussenstand
| Positie | Team                         | Punten |
| ------- | ---------------------------- | ------ |
| 1       | Ericsson Racing Team - 4     | 30,0   |
| 2       | Telefonica Blue Racing Team  | 22,5   |
| 3       | PUMA Racing Team             | 20,5   |
| 4       | Green Dragon Racing Team     | 17,5   |
| 5       | Ericsson Racing Team - 3     | 17,5   |
| 6       | Telefonica Black Racing Team | 15,5   |
| 7       | Team Russia                  | 8,5    |
| 8       | Team Delta LLoyd             | 8,0    |

### 3b - Finish Singapore
Uitslag
| Positie | Team                         | Aankomst          | Punten |
| ------- | ---------------------------- | ----------------- | ------ |
| 1       | Telefonica Blue Racing Team  | 22 dec. 14:51 GMT | 8,0    |
| 2       | PUMA Racing Team             | + 16m             | 7,0    |
| 3       | Ericsson Racing Team - 3     | + 18m             | 5,0*   |
| 4       | Ericsson Racing Team - 4     | + 19m             | 5,0    |
| 5       | Telefonica Black Racing Team | + 02u 45m         | 4,0    |
| 6       | Green Dragon Racing Team     | + 07u 58m         | 3,0    |
| 7       | Team Russia                  | + 09u 17m         | 2,0    |
| 8       | Team Delta LLoyd             | + 1d 05u 15m      | 1,0    |

Tussenstand
| Positie | Team                         | Punten |
| ------- | ---------------------------- | ------ |
| 1       | Ericsson Racing Team - 4     | 35,0   |
| 2       | Telefonica Blue Racing Team  | 30,5   |
| 3       | PUMA Racing Team             | 27,5   |
| 4       | Ericsson Racing Team - 3     | 22,5   |
| 5       | Green Dragon Racing Team     | 20,5   |
| 6       | Telefonica Black Racing Team | 19,5   |
| 7       | Team Russia                  | 10,5   |
| 8       | Team Delta LLoyd             | 9,0    |

### 4a - Havenrace Singapore
Uitslag
| Positie | Team                         | Punten |
| ------- | ---------------------------- | ------ |
| 1       | Ericsson Racing Team - 4     | 4,0    |
| 2       | PUMA Racing Team             | 3,5    |
| 3       | Telefonica Blue Racing Team  | 3,0    |
| 4       | Telefonica Black Racing Team | 2,5    |
| 5       | Green Dragon Racing Team     | 2,0    |
| 6       | Ericsson Racing Team - 3     | 1,5    |
| 7       | Team Delta LLoyd             | 1,0    |
| 8       | Team Russia                  | - *    |

Tussenstand
| Positie | Team                         | Punten |
| ------- | ---------------------------- | ------ |
| 1       | Ericsson Racing Team - 4     | 39,0   |
| 2       | Telefonica Blue Racing Team  | 33,5   |
| 3       | PUMA Racing Team             | 31,0   |
| 4       | Ericsson Racing Team - 3     | 24,0   |
| 5       | Green Dragon Racing Team     | 22,5   |
| 6       | Telefonica Black Racing Team | 19,0*  |
| 7       | Team Russia                  | 10,5   |
| 8       | Team Delta LLoyd             | 10,0   |

### 4b - Finish Qingdao
Uitslag
| Positie | Team                         | Aankomst             | Punten |
| ------- | ---------------------------- | -------------------- | ------ |
| 1       | Telefonica Blue Racing Team  | 29 jan. 07:00:25 GMT | 8,0    |
| 2       | PUMA Racing Team             | + 01u 17m            | 7,0    |
| 3       | Ericsson Racing Team - 4     | + 02u 03m            | 6,0    |
| 4       | Green Dragon Racing Team     | + 2d 05u 42m         | 5,0    |
| 5       | Ericsson Racing Team - 3     | + 16d 03 u 01m       | 4,0    |
| 6       | Telefonica Black Racing Team | opgave               | 2,0**  |
| 6       | Team Delta LLoyd             | opgave               | 2,0*   |
| 8       | Team Russia                  | niet gestart         | - *    |

Tussenstand
| Positie | Team                         | Punten |
| ------- | ---------------------------- | ------ |
| 1       | Ericsson Racing Team - 4     | 45,0   |
| 2       | Telefonica Blue Racing Team  | 41,5   |
| 3       | PUMA Racing Team             | 38,0   |
| 4       | Ericsson Racing Team - 3     | 28,0   |
| 5       | Green Dragon Racing Team     | 27,5   |
| 6       | Telefonica Black Racing Team | 21,0   |
| 7       | Team Delta LLoyd             | 12,0   |
| 8       | Team Russia                  | 10,5   |

### 5a - Havenrace Qingdao
Uitslag
| Positie | Team                         | Punten |
| ------- | ---------------------------- | ------ |
| 1       | Ericsson Racing Team - 4     | 4,0    |
| 2       | Telefonica Blue Racing Team  | 3,5    |
| 3       | PUMA Racing Team             | 3,0    |
| 4       | Green Dragon Racing Team     | 2,5    |
| 5       | Team Delta LLoyd             | -      |
| 5       | Ericsson Racing Team - 3     | -      |
| 5       | Team Russia                  | -      |
| 5       | Telefonica Black Racing Team | -      |

Tussenstand
| Positie | Team                         | Punten |
| ------- | ---------------------------- | ------ |
| 1       | Ericsson Racing Team - 4     | 49,0   |
| 2       | Telefonica Blue Racing Team  | 42,0 * |
| 3       | PUMA Racing Team             | 41,0   |
| 4       | Green Dragon Racing Team     | 30,0   |
| 5       | Ericsson Racing Team - 3     | 28,0   |
| 6       | Telefonica Black Racing Team | 21,0   |
| 7       | Team Delta LLoyd             | 12,0   |
| 8       | Team Russia                  | 10,5   |

### 5b - Tussenpunt 1
Door scheuren in de romp was de Ericsson 3 genoodzaakt de vierde etappe te onderbreken voor reparaties. Uiteindelijk kwamen ze in Qingdao enkele uren na de start van de vijfde etappe aan. Om 18:01 lokale tijd passeerden ze de finishlijn en legden aan wal voor het inladen van proviand en materiaal. Een uur na het aanleggen later verlieten ze de kade en om 19:50 passeerden ze de startlijn van de vijfde etappe, zo'n 7 uur nadat de andere boten van start waren gegaan. De Delta Lloyd en de Telefonica Black besloten de vijfde etappe over te slaan. Team Russia sloeg na de vierde ook deze etappe over.
Het eerste tussenpunt lag op 36 graden zuiderbreedte.
Uitslag
| Positie | Team                         | Doorkomst        | Punten |
| ------- | ---------------------------- | ---------------- | ------ |
| 1       | Ericsson Racing Team - 4     | 4 mrt. 00:21 GMT | 4,0    |
| 2       | Ericsson Racing Team - 3     | + 0u 32m         | 3,5    |
| 3       | PUMA Racing Team             | + 0u 49m         | 3,0    |
| 4       | Telefonica Blue Racing Team  | + 3u 55m         | 2,5    |
| 5       | Green Dragon Racing Team     | + 4u 10m         | 2,0    |
| 6       | Team Delta LLoyd             | -                | - *    |
| 6       | Team Russia                  | -                | - *    |
| 6       | Telefonica Black Racing Team | -                | - *    |

Tussenstand
| Positie | Team                         | Punten |
| ------- | ---------------------------- | ------ |
| 1       | Ericsson Racing Team - 4     | 53,0   |
| 2       | Telefonica Blue Racing Team  | 44,5   |
| 3       | PUMA Racing Team             | 44,0   |
| 4       | Green Dragon Racing Team     | 32,0   |
| 5       | Ericsson Racing Team - 3     | 31,5   |
| 6       | Telefonica Black Racing Team | 21,0   |
| 7       | Team Delta LLoyd             | 12,0   |
| 8       | Team Russia                  | 10,5   |

### 5c - Tussenpunt 2
Het tweede tussenpunt lag ter hoogte van Kaap Hoorn.
Uitslag
| Positie | Team                         | Doorkomst         | Punten |
| ------- | ---------------------------- | ----------------- | ------ |
| 1       | Ericsson Racing Team - 3     | 17 mrt. 12:22 GMT | 4,0    |
| 2       | Ericsson Racing Team - 4     | + 02u 26m         | 3,5    |
| 3       | PUMA Racing Team             | + 08u 24m         | 3,0    |
| 4       | Green Dragon Racing Team     | +13u 53m          | 2,5    |
| 5       | Telefonica Blue Racing Team  | + 1d 01u 08m      | 2,0    |
| 6       | Team Delta LLoyd             | -                 | - *    |
| 6       | Team Russia                  | -                 | - *    |
| 6       | Telefonica Black Racing Team | -                 | - *    |

Tussenstand
| Positie | Team                         | Punten |
| ------- | ---------------------------- | ------ |
| 1       | Ericsson Racing Team - 4     | 56,5   |
| 2       | PUMA Racing Team             | 47,0   |
| 3       | Telefonica Blue Racing Team  | 46,5   |
| 4       | Ericsson Racing Team - 3     | 35,5   |
| 5       | Green Dragon Racing Team     | 34,5   |
| 6       | Telefonica Black Racing Team | 21,0   |
| 7       | Team Delta LLoyd             | 12,0   |
| 8       | Team Russia                  | 10,5   |

### 5d - Finish Rio de Janeiro
Uitslag
| Positie | Team                         | Aankomst          | Punten |
| ------- | ---------------------------- | ----------------- | ------ |
| 1       | Ericsson Racing Team - 3     | 26 mrt. 10:37 GMT | 8,0    |
| 2       | Ericsson Racing Team - 4     | + 12u 20m         | 7,0    |
| 3       | PUMA Racing Team             | + 17u 50m         | 6,0    |
| 4       | Green Dragon Racing Team     | + 2d 08u 22m      | 5,0    |
| 5       | Telefonica Blue Racing Team  | + 2d 17u 18m      | 4,0    |
| 6       | Team Delta LLoyd             | -                 | - *    |
| 6       | Team Russia                  | -                 | - *    |
| 6       | Telefonica Black Racing Team | -                 | - *    |

Tussenstand
| Positie | Team                         | Punten |
| ------- | ---------------------------- | ------ |
| 1       | Ericsson Racing Team - 4     | 63,5   |
| 2       | PUMA Racing Team             | 53,0   |
| 3       | Telefonica Blue Racing Team  | 50,5   |
| 4       | Ericsson Racing Team - 3     | 43,5   |
| 5       | Green Dragon Racing Team     | 39,5   |
| 6       | Telefonica Black Racing Team | 21,0   |
| 7       | Team Delta LLoyd             | 12,0   |
| 8       | Team Russia                  | 10,5   |

### 6a - Havenrace Rio de Janeiro
Uitslag
| Positie | Team                         | Punten |
| ------- | ---------------------------- | ------ |
| 1       | Telefonica Blue Racing Team  | 4,0    |
| 2       | PUMA Racing Team             | 3,5    |
| 3       | Team Delta LLoyd             | 3,0    |
| 4       | Ericsson Racing Team - 4     | 2,5    |
| 5       | Telefonica Black Racing Team | 2,0    |
| 6       | Green Dragon Racing Team     | 1,5    |
| 7       | Ericsson Racing Team - 3     | 1,0    |
| 8       | Team Russia                  | - *    |

Tussenstand
| Positie | Team                         | Punten |
| ------- | ---------------------------- | ------ |
| 1       | Ericsson Racing Team - 4     | 66,0   |
| 2       | PUMA Racing Team             | 56,5   |
| 3       | Telefonica Blue Racing Team  | 54,5   |
| 4       | Ericsson Racing Team - 3     | 44,5   |
| 5       | Green Dragon Racing Team     | 41,0   |
| 6       | Telefonica Black Racing Team | 23,0   |
| 7       | Team Delta LLoyd             | 15,0   |
| 8       | Team Russia                  | 10,5   |

### 6b - Tussenpunt Fernando de Noronha
Door scheuren in de romp was de Ericsson 3 genoodzaakt de vierde etappe te onderbreken voor reparaties. Uiteindelijk kwamen ze in Qingdao enkele uren na de start van de vijfde etappe aan. Om 18:01 lokale tijd passeerden ze de finishlijn en legden aan wal voor het inladen van proviand en materiaal. Een uur na het aanleggen later verlieten ze de kade en om 19:50 passeerden ze de startlijn van de vijfde etappe, zo'n 7 uur nadat de andere boten van start waren gegaan. De Delta Lloyd en de Telefonica Black besloten de vijfde etappe over te slaan. Team Russia sloeg na de vierde ook deze etappe over.
Het eerste tussenpunt lag op 36 graden zuiderbreedte.
Uitslag
| Positie | Team                         | Doorkomst         | Punten |
| ------- | ---------------------------- | ----------------- | ------ |
| 1       | Telefonica Blue Racing Team  | 16 apr. 19:58 GMT | 4,0    |
| 2       | Ericsson Racing Team - 4     | + 2u 57m          | 3,5    |
| 3       | Team Delta LLoyd             | + 3u 30m          | 3,0    |
| 4       | PUMA Racing Team             | + 3u 31m          | 2,5    |
| 5       | Telefonica Black Racing Team | +3u 44m           | 2,0    |
| 6       | Ericsson Racing Team - 3     | + 4u 16m          | 1,5    |
| 7       | Green Dragon Racing Team     | + 5u 29m          | 1,0    |
| 8       | Team Russia                  | -                 | - *    |

Tussenstand
| Positie | Team                         | Punten |
| ------- | ---------------------------- | ------ |
| 1       | Ericsson Racing Team - 4     | 69,5   |
| 2       | PUMA Racing Team             | 59,0   |
| 3       | Telefonica Blue Racing Team  | 58,5   |
| 4       | Ericsson Racing Team - 3     | 46,0   |
| 5       | Green Dragon Racing Team     | 42,0   |
| 6       | Telefonica Black Racing Team | 25,0   |
| 7       | Team Delta LLoyd             | 18,0   |
| 8       | Team Russia                  | 10,5   |

### 6c - Finish Boston
Uitslag
| Positie | Team                         | Aankomst          | Punten |
| ------- | ---------------------------- | ----------------- | ------ |
| 1       | Ericsson Racing Team - 4     | 26 apr. 21:05 GMT | 8,0    |
| 2       | Ericsson Racing Team - 3     | + 12m             | 7,0    |
| 3       | Telefonica Blue Racing Team  | + 18m             | 6,0    |
| 4       | PUMA Racing Team             | + 02u 07m         | 5,0    |
| 5       | Telefonica Black Racing Team | + 12u 43m         | 4,0    |
| 6       | Team Delta LLoyd             | + 13u 05m         | 3,0    |
| 7       | Green Dragon Racing Team     | + 19u 03m         | 2,0    |
| 6       | Team Russia                  | -                 | - *    |

Tussenstand
| Positie | Team                         | Punten |
| ------- | ---------------------------- | ------ |
| 1       | Ericsson Racing Team - 4     | 77,5   |
| 2       | Telefonica Blue Racing Team  | 64,5   |
| 3       | PUMA Racing Team             | 64,0   |
| 4       | Ericsson Racing Team - 3     | 53,0   |
| 5       | Green Dragon Racing Team     | 44,0   |
| 6       | Telefonica Black Racing Team | 29,0   |
| 7       | Team Delta LLoyd             | 21,0   |
| 8       | Team Russia                  | 10,5   |

### 7a - Havenrace Boston
Uitslag
| Positie | Team                         | Punten |
| ------- | ---------------------------- | ------ |
| 1       | Telefonica Blue Racing Team  | 4,0    |
| 2       | Ericsson Racing Team - 4     | 3,5    |
| 3       | Team Delta LLoyd             | 3,0    |
| 4       | Ericsson Racing Team - 3     | 2,5    |
| 5       | Telefonica Black Racing Team | 2,0    |
| 6       | PUMA Racing Team             | 1,5    |
| 7       | Green Dragon Racing Team     | 1,0    |
| 8       | Team Russia                  | - *    |

Tussenstand
| Positie | Team                         | Punten |
| ------- | ---------------------------- | ------ |
| 1       | Ericsson Racing Team - 4     | 81,0   |
| 2       | Telefonica Blue Racing Team  | 68,5   |
| 3       | PUMA Racing Team             | 65,5   |
| 4       | Ericsson Racing Team - 3     | 55,5   |
| 5       | Green Dragon Racing Team     | 45,0   |
| 6       | Telefonica Black Racing Team | 31,0   |
| 7       | Team Delta LLoyd             | 24,0   |
| 8       | Team Russia                  | 10,5   |

### 7b - Tussenpunt St John's
Uitslag
| Positie | Team                         | Doorkomst        | Punten |
| ------- | ---------------------------- | ---------------- | ------ |
| 1       | Telefonica Blue Racing Team  | 19 mei 03:11 GMT | 4,0    |
| 2       | PUMA Racing Team             | + 1m             | 3,5    |
| 3       | Ericsson Racing Team - 4     | + 22m            | 3,0    |
| 4       | Ericsson Racing Team - 3     | + 55m            | 2,5    |
| 5       | Telefonica Black Racing Team | +1u 25m          | 2,0    |
| 6       | Team Delta LLoyd             | + 3u 05m         | 1,5    |
| 7       | Green Dragon Racing Team     | n.n.b.           | 1,0    |
| 8       | Team Russia                  | -                | - *    |

Tussenstand
| Positie | Team                         | Punten |
| ------- | ---------------------------- | ------ |
| 1       | Ericsson Racing Team - 4     | 84,0   |
| 2       | Telefonica Blue Racing Team  | 72,5   |
| 3       | PUMA Racing Team             | 69,0   |
| 4       | Ericsson Racing Team - 3     | 58,0   |
| 5       | Green Dragon Racing Team     | 46,0   |
| 6       | Telefonica Black Racing Team | 33,0   |
| 7       | Team Delta LLoyd             | 25,5   |
| 8       | Team Russia                  | 10,5   |

### 7b - Finish Galway
Uitslag
| Positie | Team                         | Aankomst         | Punten |
| ------- | ---------------------------- | ---------------- | ------ |
| 1       | Ericsson Racing Team - 4     | 24 mei 00:54 GMT | 8,0    |
| 2       | PUMA Racing Team             | + 1u 25m         | 7,0    |
| 3       | Green Dragon Racing Team     | + 1u 36m         | 6,0    |
| 4       | Telefonica Blue Racing Team  | + 1u 48m         | 5,0    |
| 5       | Team Delta LLoyd             | + 2u 45m         | 4,0    |
| 6       | Telefonica Black Racing Team | + 3u 03m         | 3,0    |
| 7       | Ericsson Racing Team - 3     | + 5u 04m         | 2,0    |
| 6       | Team Russia                  | -                | - *    |

Tussenstand
| Positie | Team                         | Punten |
| ------- | ---------------------------- | ------ |
| 1       | Ericsson Racing Team - 4     | 92,0   |
| 2       | Telefonica Blue Racing Team  | 77,5   |
| 3       | PUMA Racing Team             | 76,0   |
| 4       | Ericsson Racing Team - 3     | 60,0   |
| 5       | Green Dragon Racing Team     | 52,0   |
| 6       | Telefonica Black Racing Team | 36,0   |
| 7       | Team Delta LLoyd             | 29,5   |
| 8       | Team Russia                  | 10,5   |

### 8a - Havenrace Galway
Uitslag
| Positie | Team                         | Punten |
| ------- | ---------------------------- | ------ |
| 1       | PUMA Racing Team             | 4,0    |
| 2       | Telefonica Blue Racing Team  | 3,5    |
| 3       | Telefonica Black Racing Team | 3,0    |
| 4       | Ericsson Racing Team - 3     | 2,5    |
| 5       | Ericsson Racing Team - 4     | 2,0    |
| 6       | Team Delta LLoyd             | 1,5    |
| 7       | Green Dragon Racing Team     | 1,0    |
| 8       | Team Russia                  | - *    |

Tussenstand
| Positie | Team                         | Punten |
| ------- | ---------------------------- | ------ |
| 1       | Ericsson Racing Team - 4     | 94,0   |
| 2       | Telefonica Blue Racing Team  | 81,0   |
| 3       | PUMA Racing Team             | 80,0   |
| 4       | Ericsson Racing Team - 3     | 62,5   |
| 5       | Green Dragon Racing Team     | 53,0   |
| 6       | Telefonica Black Racing Team | 39,0   |
| 7       | Team Delta LLoyd             | 31,0   |
| 8       | Team Russia                  | 10,5   |

### 8b - Finish Marstrand
Uitslag
| Positie | Team                         | Aankomst          | Punten |
| ------- | ---------------------------- | ----------------- | ------ |
| 1       | Ericsson Racing Team - 4     | 11 juni 02:57 GMT | 8,0    |
| 2       | PUMA Racing Team             | + 0u 07m          | 7,0    |
| 3       | Green Dragon Racing Team     | + 0u 08m          | 6,0    |
| 4       | Telefonica Blue Racing Team  | + 0u 27m          | 5,0    |
| 5       | Team Delta LLoyd             | + 0u 40m          | 4,0    |
| 6       | Telefonica Black Racing Team | + 0u 41m          | 3,0    |
| 7       | Ericsson Racing Team - 3     | + 1u 19m          | 2,0    |
| 8       | Team Russia                  | -                 | - *    |

Tussenstand
| Positie | Team                         | Punten |
| ------- | ---------------------------- | ------ |
| 1       | Ericsson Racing Team - 4     | 102,0  |
| 2       | PUMA Racing Team             | 87,0   |
| 3       | Telefonica Blue Racing Team  | 86,0   |
| 4       | Ericsson Racing Team - 3     | 64,5   |
| 5       | Green Dragon Racing Team     | 59,0   |
| 6       | Telefonica Black Racing Team | 42,0   |
| 7       | Team Delta LLoyd             | 35,0   |
| 8       | Team Russia                  | 10,5   |

### 9 - Finish Stockholm
Uitslag
| Positie | Team                         | Aankomst          | Punten |
| ------- | ---------------------------- | ----------------- | ------ |
| 1       | PUMA Racing Team             | 16 juni xx:xx GMT | 8,0    |
| 2       | Ericsson Racing Team - 3     | + ?               | 7,0    |
| 3       | Ericsson Racing Team - 4     | + ?               | 6,0    |
| 4       | Telefonica Black Racing Team | + ?               | 5,0    |
| 5       | Green Dragon Racing Team     | + ?               | 4,0    |
| 6       | Team Delta LLoyd             | + ?               | 3,0    |
| 7       | Telefonica Blue Racing Team  | + ?               | 2,0    |
| 8       | Team Russia                  | -                 | - *    |

Tussenstand
| Positie | Team                         | Punten |
| ------- | ---------------------------- | ------ |
| 1       | Ericsson Racing Team - 4     | 108,0  |
| 2       | PUMA Racing Team             | 95,0   |
| 3       | Telefonica Blue Racing Team  | 88,0   |
| 4       | Ericsson Racing Team - 3     | 71,5   |
| 5       | Green Dragon Racing Team     | 63,0   |
| 6       | Telefonica Black Racing Team | 47,0   |
| 7       | Team Delta LLoyd             | 38,0   |
| 8       | Team Russia                  | 10,5   |

### 10a - Havenrace Stockholm
Uitslag
| Positie | Team                         | Punten |
| ------- | ---------------------------- | ------ |
| 1       | Telefonica Blue Racing Team  | 4,0    |
| 2       | PUMA Racing Team             | 3,5    |
| 3       | Telefonica Black Racing Team | 3,0    |
| 4       | Ericsson Racing Team - 4     | 2,5    |
| 5       | Ericsson Racing Team - 3     | 2,0    |
| 6       | Team Delta LLoyd             | 1,5    |
| 7       | Green Dragon Racing Team     | 1,0    |
| 8       | Team Russia                  | - *    |

Tussenstand
| Positie | Team                         | Punten |
| ------- | ---------------------------- | ------ |
| 1       | Ericsson Racing Team - 4     | 110,5  |
| 2       | PUMA Racing Team             | 98,5   |
| 3       | Telefonica Blue Racing Team  | 92,0   |
| 4       | Ericsson Racing Team - 3     | 73,5   |
| 5       | Green Dragon Racing Team     | 64,0   |
| 6       | Telefonica Black Racing Team | 50,0   |
| 7       | Team Delta LLoyd             | 39,5   |
| 8       | Team Russia                  | 10,5   |

### 10b - Finish Sint-Petersburg
Uitslag
| Positie | Team                         | Aankomst          | Punten |
| ------- | ---------------------------- | ----------------- | ------ |
| 1       | Telefonica Black Racing Team | 27 juni 00:41 GMT | 8,0    |
| 2       | PUMA Racing Team             | + 0u 01m          | 7,0    |
| 3       | Telefonica Blue Racing Team  | + 0u 10m          | 6,0    |
| 4       | Ericsson Racing Team - 3     | + 0u 23m          | 5,0    |
| 5       | Ericsson Racing Team - 4     | + 0u 50m          | 4,0    |
| 6       | Green Dragon Racing Team     | + 2u 16m          | 3,0    |
| 7       | Team Delta LLoyd             | + 2u 19m          | 2,0    |
| 8       | Team Russia                  | -                 | - *    |

Eindstand
| Positie | Team                         | Punten |
| ------- | ---------------------------- | ------ |
| 1       | Ericsson Racing Team - 4     | 114,5  |
| 2       | PUMA Racing Team             | 105,5  |
| 3       | Telefonica Blue Racing Team  | 98,0   |
| 4       | Ericsson Racing Team - 3     | 78,5   |
| 5       | Green Dragon Racing Team     | 67,0   |
| 6       | Telefonica Black Racing Team | 58,0   |
| 7       | Team Delta LLoyd             | 41,5   |
| 8       | Team Russia                  | 10,5   |